# A-0
L'A-0, escrit per Grace Murray Hopper entre 1951 i 1952 per a la màquina UNIVAC I, va ser el primer compilador dirigit a una computadora electrònica. L'A-0 funcionava més com a carregador o enllaçador que la noció moderna d'un compilador.
El sistema A-0 va ser seguit per l'A-1, A-2, A-3 (publicat com a ARITH-MATIC), AT-3 (publicat com a MATH-MATIC) i B-0 (publicat com a FLOW- MATIC).
El sistema A-2 es va desenvolupar a la divisió UNIVAC de Remington Rand el 1953 i es va llançar als clients a finals d'aquell any. Els clients van rebre el codi font de l'A-2 i se'ls va convidar a enviar les seves millores a UNIVAC. Així, A-2 es podria considerar un exemple del resultat d'una filosofia primerenca similar al programari lliure i de codi obert.